# Jerry Jeff Walker
Jerry Jeff Walker, nome d'arte di Ronald Clyde Crosby; talvolta citato con l'alias Gypsy Songman (Oneonta, 16 marzo 1942 – Austin, 23 ottobre 2020), è stato un cantautore e chitarrista statunitense, specializzato nel repertorio country, country rock, folk rock e rock and roll in genere.
Era conosciuto fra l'altro per essere l'autore del celebre brano Mr. Bojangles, portato al successo nelle versioni fornite da Nina Simone, dalla Nitty Gritty Dirt Band e da Bob Dylan (che lo ha incluso nel suo album del 1973 intitolato semplicemente Dylan).

## Biografia
Dopo le prime esperienze con il gruppo The Tones, fondato nel 1958 nella città natale Oneonta (stato di New York), ha debuttato nel mondo della musica leggera statunitense a metà degli anni sessanta suonando in piccoli locali del Greenwich Village, a New York. Con il gruppo musicale Circus Maximus ha inciso due album dopodiché ha intrapreso la carriera solista.
Dagli anni settanta si è stabilito ad Austin, nel Texas per suonare a fianco di artisti country come Willie Nelson, Guy Clark e Waylon Jennings. È anche interprete di canzoni di altri artisti, fra i quali Rodney Crowell (Till I Gain Control Again), Guy Clark e Bob Dylan. Fra i suoi cavalli di battaglia figurano, oltre alla citata Mr. Bojangles, brani come LA Freeway e Redneck Mother.
In carriera ha inciso per diverse etichette - Vanguard Records, MCA Records, Elektra/Asylum e Rhino Records - e nel 1986 ha fondato una propria etichetta discografica chiamata Tried & True Music. È scomparso nel 2020 all'età di 78 anni, per le compolicazioni di un tumore della gola che gli era stato diagnosticato nel 2017.

## Discografia

### Album
| Anno | Album                                  | Classifica    | Classifica    | Casa discografica |
| Anno | Album                                  | Album Country | Billboard 200 | Casa discografica |
| ---- | -------------------------------------- | ------------- | ------------- | ----------------- |
| 1967 | Circus Maximus                         |               |               | Vanguard Records  |
| 1968 | Neverland Revisited                    |               |               | Vanguard Records  |
| 1968 | Mr. Bojangles                          |               |               | Atco              |
| 1969 | Driftin' Way of Life                   |               |               | Vanguard          |
| 1969 | Five Years Gone                        |               |               | Atco              |
| 1970 | Bein' Free                             |               |               | Atco              |
| 1972 | Jerry Jeff Walker                      |               |               | MCA               |
| 1973 | ¡Viva Terlingua!                       |               | 160           | MCA               |
| 1974 | Walker's Collectibles                  |               | 141           | MCA               |
| 1975 | Ridin' High                            | 14            | 119           | MCA               |
| 1976 | It's a Good Night for Singin'          | 18            | 84            | MCA               |
| 1977 | A Man Must Carry On                    | 13            | 60            | MCA               |
| 1978 | Contrary to Ordinary                   | 25            | 111           | MCA               |
| 1978 | Jerry Jeff                             | 43            |               | Elektra/Asylum    |
| 1979 | Too Old to Change                      |               |               | Elektra/Asylum    |
| 1980 | The Best of Jerry Jeff Walker          | 57            | 185           | MCA               |
| 1981 | Reunion                                |               | 188           | MCA               |
| 1982 | Cowjazz                                |               |               | MCA               |
| 1987 | Gypsy Songman                          |               |               | T&TM/Ryko         |
| 1989 | Live at Gruene Hall                    |               |               | T&TM/Ryko         |
| 1991 | Navajo Rug                             | 59            |               | T&TM/Ryko         |
| 1991 | Great Gonzos                           |               |               | MCA               |
| 1992 | Hill Country Rain                      |               |               | T&TM/Ryko         |
| 1994 | Viva Luckenbach                        |               |               | T&TM/Ryko         |
| 1994 | Christmas Gonzo Style                  |               |               | T&TM/Ryko         |
| 1995 | Night After Night                      |               |               | T&TM              |
| 1996 | Scamp                                  |               |               | T&TM              |
| 1998 | Cowboy Boots & Bathing Suits           |               |               | T&TM              |
| 1998 | Lone Wolf: Elektra Sessions            |               |               | Warner Bros.      |
| 1999 | Best of the Vanguard Years             |               |               | Vanguard          |
| 1999 | Gypsy Songman: A Life in Song          |               |               | T&TM              |
| 2001 | Gonzo Stew                             |               |               | T&TM              |
| 2001 | Jerry Jeff Walker: Ultimate Collection |               |               | Hip-O Records     |
| 2003 | Jerry Jeff Jazz                        |               |               | T&TM              |
| 2004 | The One and Only                       |               |               | T&TM              |

### Singoli
| Anno | Singolo                            | Classifica        | Classifica        | Album                         |
| Anno | Singolo                            | Hot Country Songs | Billboard Hot 100 | Album                         |
| ---- | ---------------------------------- | ----------------- | ----------------- | ----------------------------- |
| 1969 | Mr. Bojangles                      |                   | 77                | Mr. Bojangles                 |
| 1972 | L.A. Freeway                       |                   | 98                | Jerry Jeff Walker             |
| 1973 | Desperados Waiting for a Train     |                   |                   | Viva Terlingua                |
| 1973 | Up Against the Wall Redneck Mother |                   |                   | Viva Terlingua                |
| 1975 | Jaded Lover                        | 54                |                   | Ridin' High                   |
| 1976 | It's a Good Night for Singing      | 88                |                   | It's a Good Night for Singing |
| 1976 | Dear John Letter Lounge            | flip              |                   | It's a Good Night for Singing |
| 1977 | Mr. Bojangles (riedizione)         | 93                |                   | 'A Man Must Carry On          |
| 1981 | Got Lucky Last Night               | 82                |                   | Single only                   |
| 1989 | I Feel Like Hank Williams Tonight  | 70                |                   | Live at Gruene Hall           |
| 1989 | The Pickup Truck Song              | 62                |                   | Live at Gruene Hall           |
| 1989 | Trashy Women                       | 63                |                   | Live at Gruene Hall           |